# Sydney Boehm
Pour les articles homonymes, voir Boehm.
Sydney Boehm est un scénariste américain, né le 4 avril 1908 à Philadelphie (Pennsylvanie) et mort le 19 juin 1990 à Woodland Hills (Los Angeles) (Californie), des suites d'une pneumonie.
Après avoir été journaliste, Boehm s'oriente vers le cinéma à partir de 1947. Selon Coursodon et Tavernier, c'est un vieux renard d'Hollywood et un remarquable constructeur d'intrigues. Il sait donner du nerf aux histoires banales, trouve des détails inattendus, réussit à les intégrer dans un milieu pittoresque, mais ne trouve que rarement des points de départs originaux.

## Filmographie
- 1947 : Le Mur des ténèbres (High Wall), de Curtis Bernhardt
- 1949 : Le Maître du gang (The Undercover Man), de Joseph H. Lewis
- 1950 : La Rue de la mort (Side Street), d'Anthony Mann
- 1950 : Le Mystère de la plage perdue (Mystery Street), de John Sturges
- 1950 : Midi, gare centrale (Union Station), de Rudolph Maté
- 1950 : Marqué au fer (Branded), de Rudolph Maté
- 1951 : Le Choc des mondes (When Worlds Collide), de Rudolph Maté
- 1952 : Le Vol du secret de l'atome (The Atomic City), de Jerry Hopper
- 1952 : Le Fils de Géronimo (The Savage), de George Marshall
- 1953 : Passion sous les tropiques (Second Chance), de Rudolph Maté
- 1953 : Règlement de comptes (The Big Heat), de Fritz Lang Prix Edgar-Allan-Poe du meilleur scénario
- 1954 : L'Attaque de la rivière rouge (The Siege at Red River), de Rudolph Maté
- 1954 : Le Secret des Incas (Secret of the Incas), de Jerry Hopper
- 1954 : Le Raid (The Raid), d'Hugo Fregonese
- 1954 : Sur la trace du crime (Rogue Cop), de Roy Rowland
- 1954 : Mardi, ça saignera (Black Tuesday), d'Hugo Fregonese
- 1955 : La police était au rendez-vous (Six Bridges to Cross), de Joseph Pevney
- 1955 : Les Inconnus dans la ville (Violent Saturday), de Richard Fleischer
- 1955 : Les Implacables (The Tall Men), de Raoul Walsh
- 1955 : Colère noire (Hell on Frisco Bay), de Frank Tuttle
- 1956 : Le Fond de la bouteille (The Bottom of the Bottle), d'Henry Hathaway
- 1956 : Bungalow pour femmes (The Revolt of Mamie Stover), de Raoul Walsh
- 1958 : Harry Black et le tigre (Harry Black), d'Hugo Fregonese
- 1958 : A Nice Little Bank That Should Be Robbed, d'Henry Levin
- 1959 : La Ferme des hommes brûlés (Woman obsessed), d'Henry Hathaway
- 1960 : Les Sept Voleurs (Seven Thieves), d'Henry Hathaway
- 1960 : Les Hors-la-loi (One Foot in Hell), de James B. Clark
- 1964 : Shock Treatment, de Denis Sanders
- 1965 : L'Enquête (Sylvia), de Gordon Douglas
- 1967 : Violence à Jericho (Rogh Night in Jericho), d'Arnold Laven